# Ariadna Trouch
Ariadna Trouch est une personnalité ukrainienne.

## Famille
Ariadna Trouch est la fille de Mykhaïlo Drahomanov, la nièce d'Olena Ptchilka et la cousine de Lessia Oukraïnka. Elle est aussi la sœur de Lydia Chichmanova (en) et Svitozara Drahomanov (uk). Elle épousa le peintre Ivan Trouch.

## Biographie

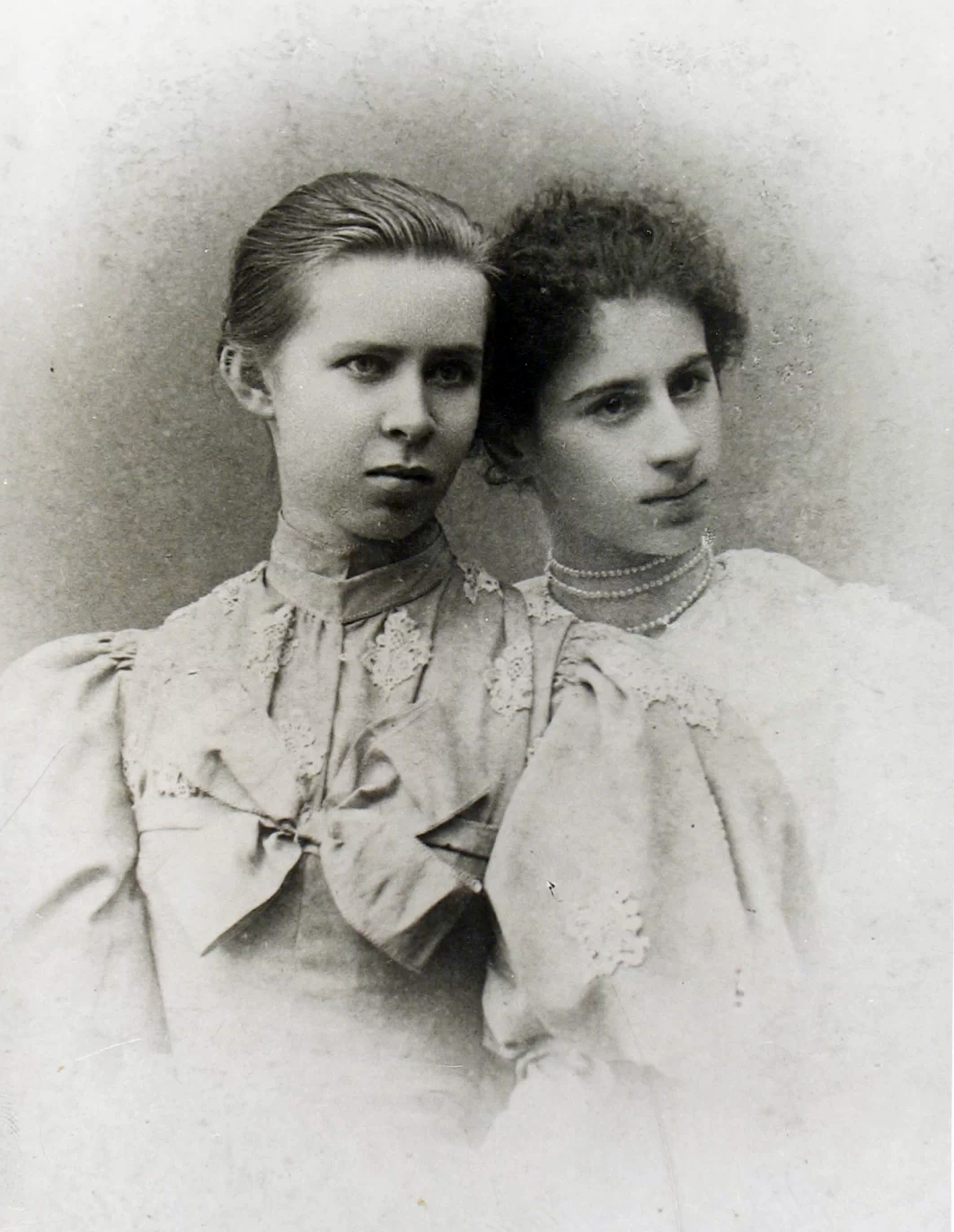
Lessia Oukraïnka et Ariadna Drahomanov, 1894.

Elle est née le 27 (15) mars 1877 dans la famille de Mykhaïlo Drahomanov et Lyoudmila Drahomanova (uk) à Genève, où la famille Drahomanov vivait depuis l'automne 1876 en raison d'une émigration forcée pour des raisons politiques.
Elle a fait ses études à la Sorbonne, étudiant la littérature, l'histoire, la philosophie et les mathématiques.
En 1889, avec ses parents, elle s'installe à Sofia, où elle étudie la peinture à l'école d'art de Sofia.
En 1894-1895, la famille Drahomanov reçut la visite de sa cousine, l'écrivaine  Lessia Oukraïnka, qui vécut dans leur maison à Sofia. En été, Rada, avec Lessoa et sa sœur aînée Lida, allèrent à Vladaya (en), après quoi les trois filles devinrent proches et se lièrent d'amitié.
Le 20 juin 1895, son père mourut.
En 1897, elle visita l'Ukraine.
À l'automne 1899, avec sa mère, elle déménagea de Sofia à Kyiv pour résider en permanence en Ukraine.
En 1900, Olena Ptchilka invita Ivan Trouch dans le Poltávshchina (es), et, dans le domaine familial des Drahomanov à Hadiatch, elle rencontra son futur mari.
Ariadna Trouch était en relation très étroite avec Lessia Oukraïnka, l’écrivain lui ayant même dédié une poésie: « En mémoire du 31 juillet 1895 », mais en 1902, leur amitié faillit se briser, en raison d'un portrait de Lessia qu'avait fait Ivan Trouch.
Le 21 janvier 1904, Ariadna Drahomanova et Ivan Trouch se marièrent à Kyiv.
Le couple a eu 4 enfants : Oksana, Ariadna (uk) (21 janvier 1906, mariée à Slonevsk), Myron (uk) (1908) et Roman (uk) (23 août 1914).
Ariadna Trouch est décédée en 1954, enterrée à Lviv sur la parcelle n ° 4 du cimetière Lychakiv.

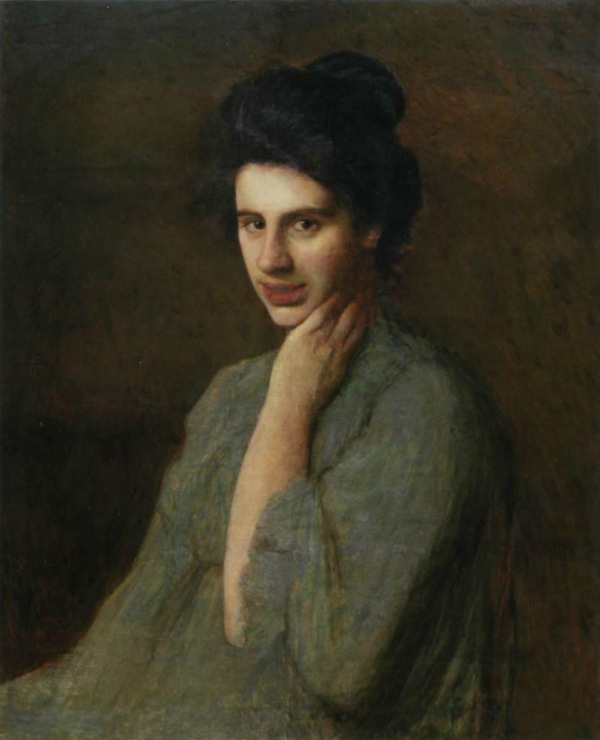
Portrait d'Ariadna Trouch.

## Écrits
Elle a laissé un manuscrit qui est conservé au Musée de Kyiv dans la section des personnalités ukrainiennes éminentes.